# Гурецько
Гурецько (пол. Górecko) — село в Польщі, у гміні Звежин Стшелецько-Дрезденецького повіту Любуського воєводства.
Населення — 395 осіб (2011).
У 1975-1998 роках село належало до Гожовського воєводства.

## Демографія
Демографічна структура станом на 31 березня 2011 року:
|          | Загалом | Допрацездатний вік | Працездатний вік | Постпрацездатний вік |
| -------- | ------- | ------------------ | ---------------- | -------------------- |
| Чоловіки | 215     | 60                 | 135              | 20                   |
| Жінки    | 180     | 47                 | 89               | 44                   |
| Разом    | 395     | 107                | 224              | 64                   |